# Tiago Quintal
Tiago Quintal est un footballeur australien né le 16 juin 2006 à Baulkham Hills. Il joue au poste de milieu de terrain à Sydney FC. 

## Carrière

### En club
Il a commencé le football à Baulkham Hills avant de rejoindre le Sydney FC. 
En avril 2024, il signe son premier contrat professionnel pour trois ans. 
Il joue son premier match le 10 novembre 2024 contre Macarthur FC.
Il marque son premier but le 18 janvier 2025 contre Brisbane Roar.

### En sélection
Avec les moins de 20 ans, il participe à la coupe d'Asie en 2025 qui s'est jouée en Chine. Il joue six matchs durant le tournoi et l'Australie remporte le titre. 

## Palmarès
Vainqueur de la coupe d'Asie des moins de 20 ans en 2025.